# 가토 다이세이
가토 다이세이(일본어: 加藤 大晟, 2002년 9월 6일~)는 일본의 축구 선수이다.

## 구단 경력
그는 2024년 J2리그의 이와키 FC에 입단했다.